# Country-Musik 1930
Die Liste bietet eine Übersicht über das Jahr 1930 im Genre Country-Musik.

## Top-Hits des Jahres
- Anniversary Yodel (Blue Yodel No. 7) – Jimmie Rodgers
- Barbara Allen – Bradley Kincaid
- Blue Yodel No. 8 (Muleskinner's Blues) – Jimmie Rodgers

## Geboren
- 7. Januar – Jack Greene
- 14. Januar – Joy McKean
- 22. Juni – Roy Drusky
- 4. Juli – Marion Worth
- 18. Juli – Sammy Masters
- 19. September – Sonny Burns
- 23. September – Ray Charles
- 28. September – Tommy Collins
- 1. November – Earl Aycock
- 11. November – Hank Garland
- 20. November – Curly Putman
- 25. Dezember – Hugh X. Lewis

## Gestorben
- 16. August – G.B. Grayson